# 芽莊機場
芽莊機場是位於越南中部沿海地區慶和省芽莊市西北2.7公里處的一座民用機場，海拔高度為6米（20英尺），跑道長度為1951米（6401英尺）。
芽莊機場於1949年由法國殖民地政府建立，作為軍事基地使用。20世紀中期以前，該機場是越南空軍軍事訓練學校基地，並在1955年11月成為越南南方空軍的軍事學院。在20世紀60年代後期越南戰爭期間，美國空軍曾將該機場作為一個特殊的軍事基地使用。1970年之後，芽莊機場由越南人民軍接管，作為空軍基地使用，並逐漸開始運營少量的商業航班:309。
2004年慶和省只有芽莊機場一個民用機場，但由於面積有限且距離居民區太近，因此軍用金蘭機場被轉換為民用，成為慶和省的民用機場，芽莊機場从此弃用。